# 敦平親王
敦平親王（あつひらしんのう）は、三条天皇の第三皇子。官位は二品・式部卿。

## 経歴
寛弘8年（1011年）父の三条天皇の即位に伴い親王となる。長和2年（1013年）3月、兄敦儀親王と同時に元服し、三品に叙せられる。このとき加冠を右大臣藤原顕光が務め、理髪を蔵人頭藤原朝経が務めた。同年6月兵部卿に任ぜられる。長和年間から寛仁年間（1017年-1021年）まで大宰帥に在任していた。治安3年（1023年）頃に叔父の参議・藤原通任の邸宅に居住していたが、起居の場として東廊を宛がわれており、居候的な立場にあった。
万寿4年（1027年）、兄敦儀親王を飛び越えて二品に昇叙され、事実上の王氏長者になる。この異例の人事には、藤原道長・頼通父子の意向が反映されていたと考えられる。万寿2年（1025年）頃に敦平親王は中納言・藤原兼隆の娘と結婚したが、当時、道長の娘威子（後一条天皇中宮）は兼隆の邸宅を御在所にしており、敦平親王も婿として兼隆邸にいたからである。その後兼隆の奔走により王氏爵を推挙する権利を得たという。
長元4年（1031年）正月の王氏爵において、前大宰大弐・藤原惟憲の陰謀により大蔵光高を「良国王」と偽って推挙してしまう。一旦良国王は従四位下に叙せられるものの、陰謀はたちまち露見し叙位は取り消される。結局3月になって敦平親王は式部卿の職務を停止され、藤原惟憲は参内を禁じられている。なお、同年9月には敦平親王の職務停止は解除された。
永承4年（1049年）3月18日薨去。享年51。

## 系譜
『尊卑分脈』による。
- 父：三条天皇
- 母：藤原娍子
- 妻：藤原兼隆の長女[7]
- 妻：源則理の娘
  - 女子：敬子女王
- 養子女
  - 養子：敦輔王（1044-1111） - 実は敦貞親王の子